# Акер
Аке́р — єгипетський бог підземного світу, захисник фараона після смерті.

## Образ і функції
Найраніші зображення Акера показують його як смугу землі з людськими головами на протилежних кінцях, які символізують вхід і вихід підземного світу. На пізніших зображеннях його символізують двоє левів або сфінксів, які стоять спина до спини. Також він символізувався чашею, в якій лежить сонце, або ножем, або печерою — що вказує на його різні функції.
У поховальних текстах Акер згадується як бог, що відкриває землю перед фараоном, щоб він увійшов у потойбічний світ. Він також охороняє фараона від демонів-змій на шляху в потойбіччя. В пізніших текстах, зокрема часів Рамсеса VI, Акеру приписувалося ув'язнення змія Апепа після того, як його розрубує Ра.
Єгиптяни вірили, що жезли із зображенням Акера лікують від отрут.